# Fosse pédologique

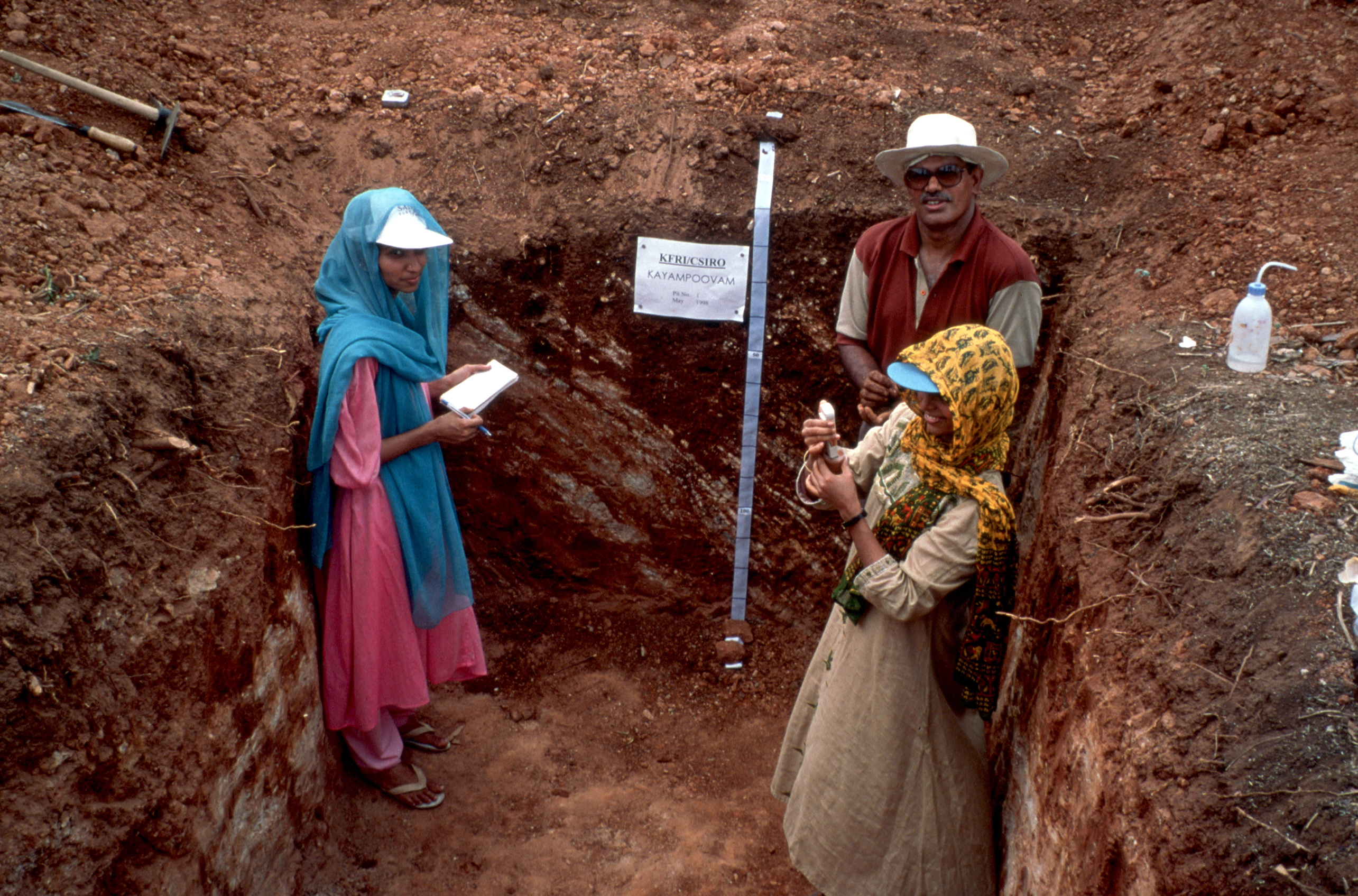
Exemple de fosse pédologique creusée pour étudier un profil de sol (au Kérala.)

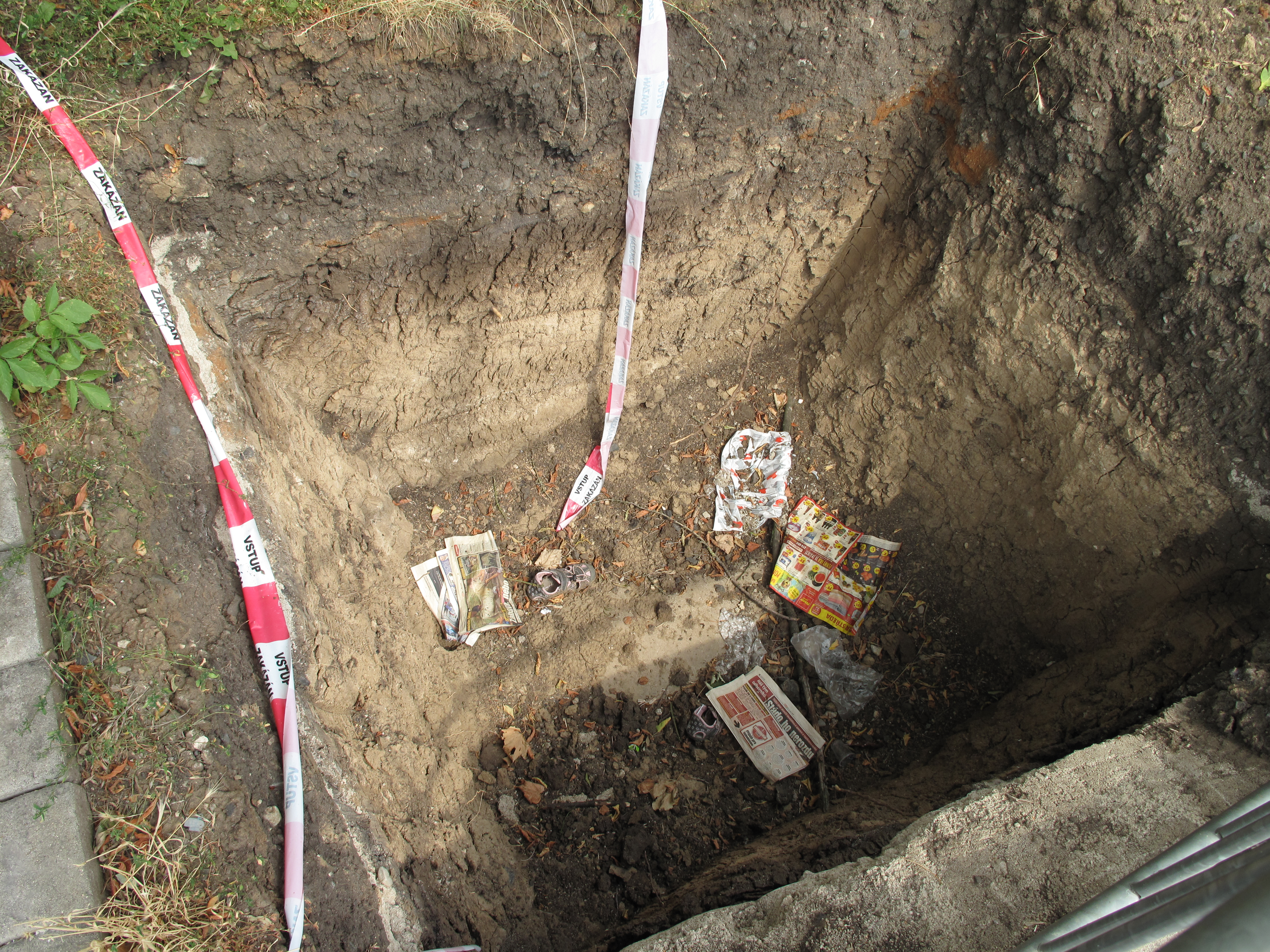
Fosse "cubique", permettant l'observation sur quatre faces.

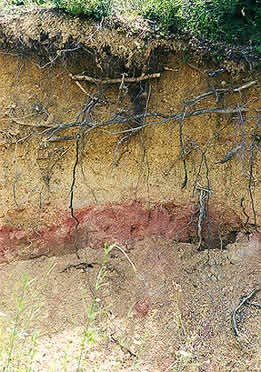
Exemple de profil de sol.

En pédologie, une fosse pédologique, dite fosse d'essai dans le contexte du BTP, est une excavation creusée dans le sol, afin de permettre l'analyse de son profil (horizons pédologiques). Les informations recherchées sont la texture, la couleur, la structure et la composition du sol (teneur en matière organique, en oligoéléments, polluants éventuels...) en fonction de la profondeur, ou encore des indices d'engorgement en eau ou de richesse en pédofaune. Des conclusions en sont tirées en matière de pédogenèse, de texture du sol et de bien d'autres caractéristiques d'intérêt agronomique, hydrologique et écologique.
Cette fosse est généralement creusée lors d'une étude agro-pédologique, d'une étude géologique ou lors la reconnaissance d'un site forestier, agricole ou devant faire l'objet d'une construction. Selon le contexte et les besoins de l'étude, la profondeur de la fosse peut varier entre un et quatre mètres.

## Dans le contexte agricole, sylvicole, agroforestier
Les fosses pédologique sont très utilisées pour comprendre et évaluer les caractéristiques des sols forestiers, cultivés (profil cultural, évaluation du comportement mécanique du sol sous culture, de ses qualités structurales, d’après la granulométrie, la porosité, la densité apparente...), les éventuelles séquelles des pratiques agricoles antérieurs (labour notamment, source de semelle de labour), et notamment pour la viticulture , ou pour l'établissement « bilan hydrique ».

## Pour l'évaluation environnementale et l'observation de l'environnement à long terme
De nombreux sites de référence d'observatoires de l'environnement et d'observatoires des sols, utilisent des fosses pédologiques.

## Dans le secteur du BTP

Symbole d'une fosse d'essai utilisé dans les plans.

Des fosses d'essai sont creusées avant toute construction de surface ou souterraine. 
Elles servent par exemple à déterminer la nature géologique, biologique et physique des sols, ou encore les caractéristiques de la nappe phréatique du site. Elles peuvent contribuer (tout comme en milieu agricole) à évaluer la « courbe de retrait » (degré de rétraction du sol en fonction de sa teneur en eau ; mesure calculée à partir d'un « rétractomètre »).

## Intérêt archéologique
L'archéologie s'intéressent aussi au profil pédologique, qui peut apporter d'intéressantes informations sur le type d'anthropisation laissé sur le paysage pédologique agricole par l'utilisation du feu et les pratiques agricoles préhistoriques ou historiques.
En outre, des objets d'intérêt archéologique peuvent être trouvés lors de creusements de fosses pédologiques (artefacts, charbons de bois utiles pour la Pédoanthracologie .

## Réglementations
Une fosse ne doit pas être creusée au voisinage de réseaux enterrés, et les fosses dont la profondeur dépasse 1,3 mètre doivent être sécurisées contre un effondrement structurel, si quiconque doit y pénétrer.

## Valorisation et conservation des données
Depuis les années 1900, une tendance favorise l'intégration des données pédologiques dans un systèmes d'information géographique et de suivre des réseaux de placettes de références, par exemple, en France, dans le Réseau de mesures de la qualité des sols de France (RMQS). En forêt la position des placettes suivies est déterminée en fonction de la typologie des stations forestières.